# Shoreacres
Shoreacres är en stad (city) i Harris County i Texas med en del av ytan i Chambers County. Vid 2010 års folkräkning hade Shoreacres 1 483 invånare.